# Traité de paix entre les États-Unis et la régence d'Alger (1815)
Le traité de paix entre les États-Unis et la Régence d'Alger est un accord signé le 30 juin 1815 entre les États-Unis et la Régence d'Alger , mettant fin aux hostilités entre les deux parties. Ce traité, a constitué une étape importante dans la politique étrangère des États-Unis et le droit maritime américain, mettant fin à la Seconde guerre barbaresque entre les deux nations.

## Contexte

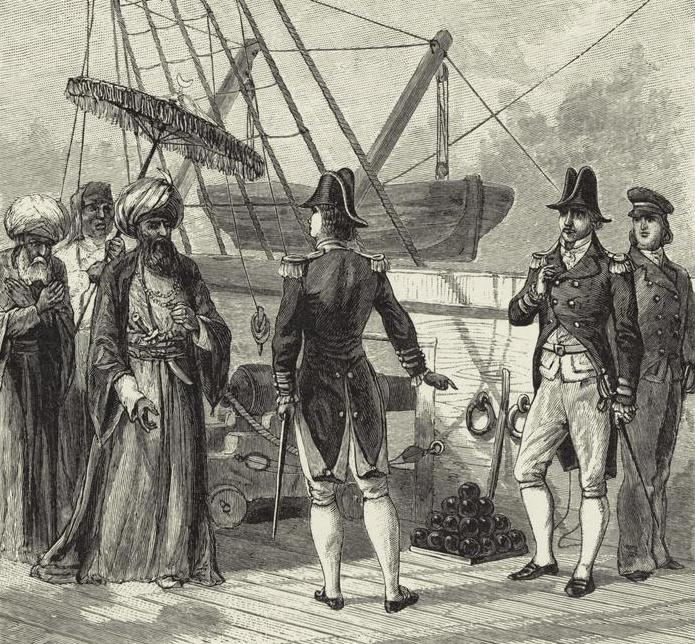
Gravure représentant Stephen Decatur, en négociations, avec le dey d'Alger, Mohamed Khaznadji.

Depuis la fin du XVIIIe siècle, les États-Unis faisaient face aux attaques des corsaires barbaresques (Alger, Tunis, Tripoli) qui capturaient leurs navires en Méditerranée et demandaient des rançons ou des tributs pour libérer les équipages.
Un premier traité avait été signé en 1795, où les États-Unis acceptaient de payer un tribut pour garantir la sécurité de leurs navires.
En 1812, avec la guerre entre les États-Unis et le Royaume-Uni, la Régence d'Alger recommence ses attaques sur les navires américains,.
Après la fin de la guerre de 1812, les États-Unis envoient deux escadres en Méditerranée sous le commandement des commodores Stephen Decatur et William Bainbridge. En juin 1815, Decatur défait les forces navales d'Alger, capturant plusieurs navires algériens, dont le vaisseau amiral du Dey d'Alger,.

## Clauses
Le traité est signé le 30 juin 1815 sous la pression militaire américaine. Ses principales clauses incluent :
- Fin du paiement des tributs : Les États-Unis n’auront plus à payer de tribut à Alger pour la protection de leurs navires. L’article II stipulait explicitement qu'aucun tribut ni cadeau ne serait exigé des États-Unis par Alger, quelles que soient les circonstances. Cela constituait un changement majeur par rapport aux accords précédents qui imposaient de tels paiements[7],[8].

- Indemnisation des dommages : Le Dey d'Alger accepta de verser 10 000 dollars en compensation des biens saisis aux citoyens américains lors des conflits précédents[9].

- Libération des prisonniers américains sans rançon : Le traité exigeait la libération immédiate de tous les prisonniers américains détenus par Alger, sans aucune rançon. À cette époque, environ 83 Américains furent libérés grâce à cet accord[10],[8].

- Droits commerciaux : Le traité accordait aux navires américains des privilèges commerciaux complets dans les ports reconnaissant l'autorité algérienne, renforçant ainsi les intérêts commerciaux des États-Unis dans la région méditerranéenne[9],[7].

- Clause de la nation la plus favorisée : Le traité incluait une clause garantissant que tout privilège commercial accordé à d'autres nations serait automatiquement étendu aux États-Unis[7].

## Ratification et conséquences

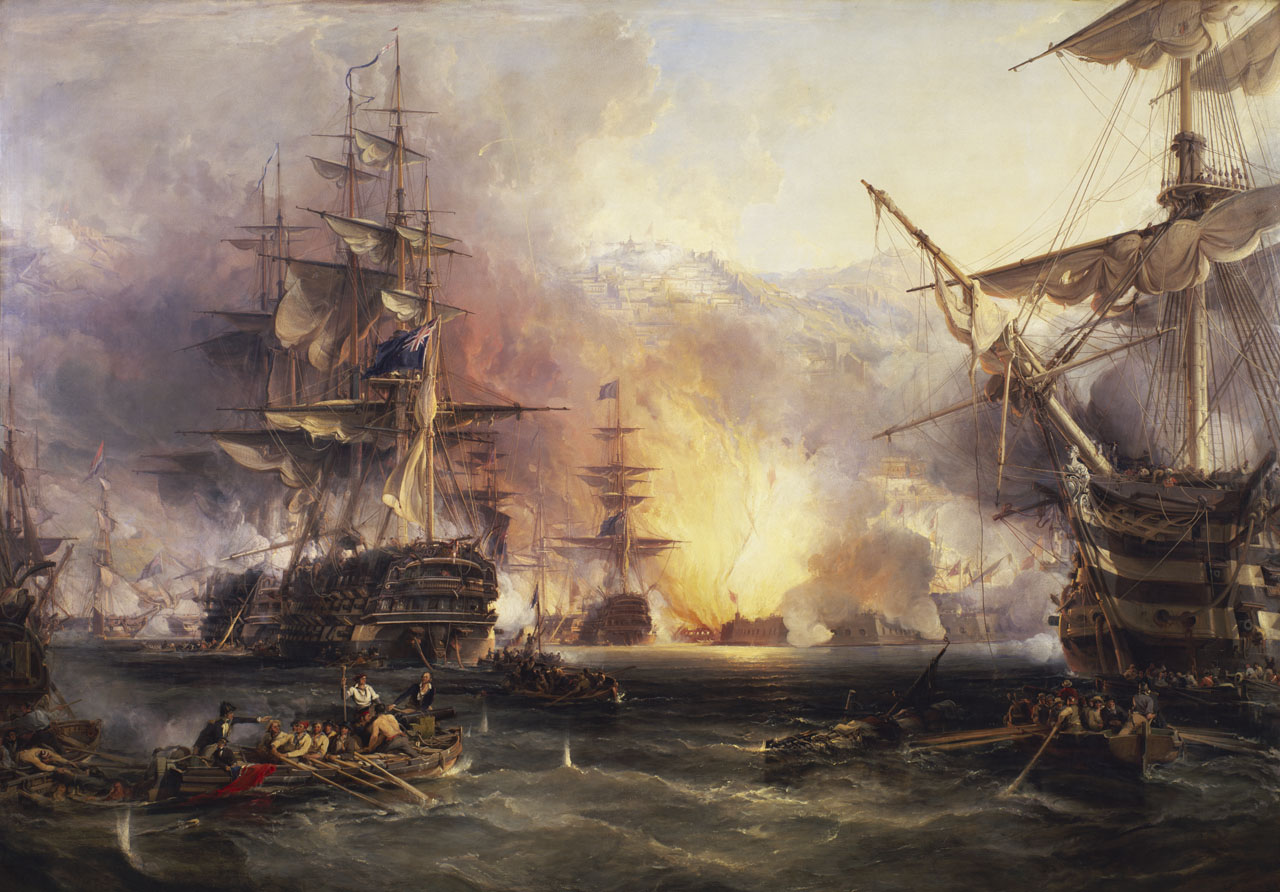
Bombardment d'Alger en 1816, toile de George Hyde Chambers.

Le Sénat américain ratifia le traité le 5 décembre 1815, marquant ainsi la fin des hostilités avec Alger. C'est une victoire diplomatique et militaire pour les États-Unis, qui affirment leur puissance navale.
Cependant, peu après sa ratification, le Dey Omar Agha, confronté à des pressions internes, renia l'accord, permettant ainsi la poursuite des actes de piraterie contre les navires américains jusqu'à l'intervention de nouvelles opérations militaires
En 1816, après le bombardement anglo-néerlandais d'Alger, une nouvelle escadre américaine commandée par William Shaler arriva et permit la négociation d'un nouveau traité, signé le 23 décembre 1816. Ce dernier reprenait de nombreuses dispositions du premier accord, mais il ne fut ratifié par le Sénat américain que le 11 février 1822. Il marque le début du déclin du pouvoir des États barbaresques et le recul de la piraterie en Méditerranée.

## Crédit d'auteurs
- (en) Cet article est partiellement ou en totalité issu de l’article de Wikipédia en anglais intitulé « Treaty with Algiers (1815) » (voir la liste des auteurs).